# Cyklohexanhexathion
Cyklohexanhexathion je cyklická sloučenina obsahující kruh tvořený šesti atomy uhlíku, kde je na každý z nich navázána síra. Vytváří se neutralizací svého monoaniontu (C6S -
6 ) v hmotnostním spektrometru. Jedná se o thioketonový analog ještě méně stálého cyklohexanhexonu.
Cyklohexanhexathion se připravuje fotolýzou nebo pyrolýzou dithietového prekurzoru.
|  |  |  |
Teoretická analýza různých izomerů a experimentální analýza uvedené reakce vyvolaly pochyby, zda při spektrometrickém postupu skutečně vzniká hexathion. Vyšší stabilita dithietů oproti dioxetanům je jedním ze základů předpokladu, že C6S6 je stabilnější než jeho kyslíkový analog.